# Route nationale 11 (Afrique du Sud)
Pour les articles homonymes, voir N11 et Route nationale 11.

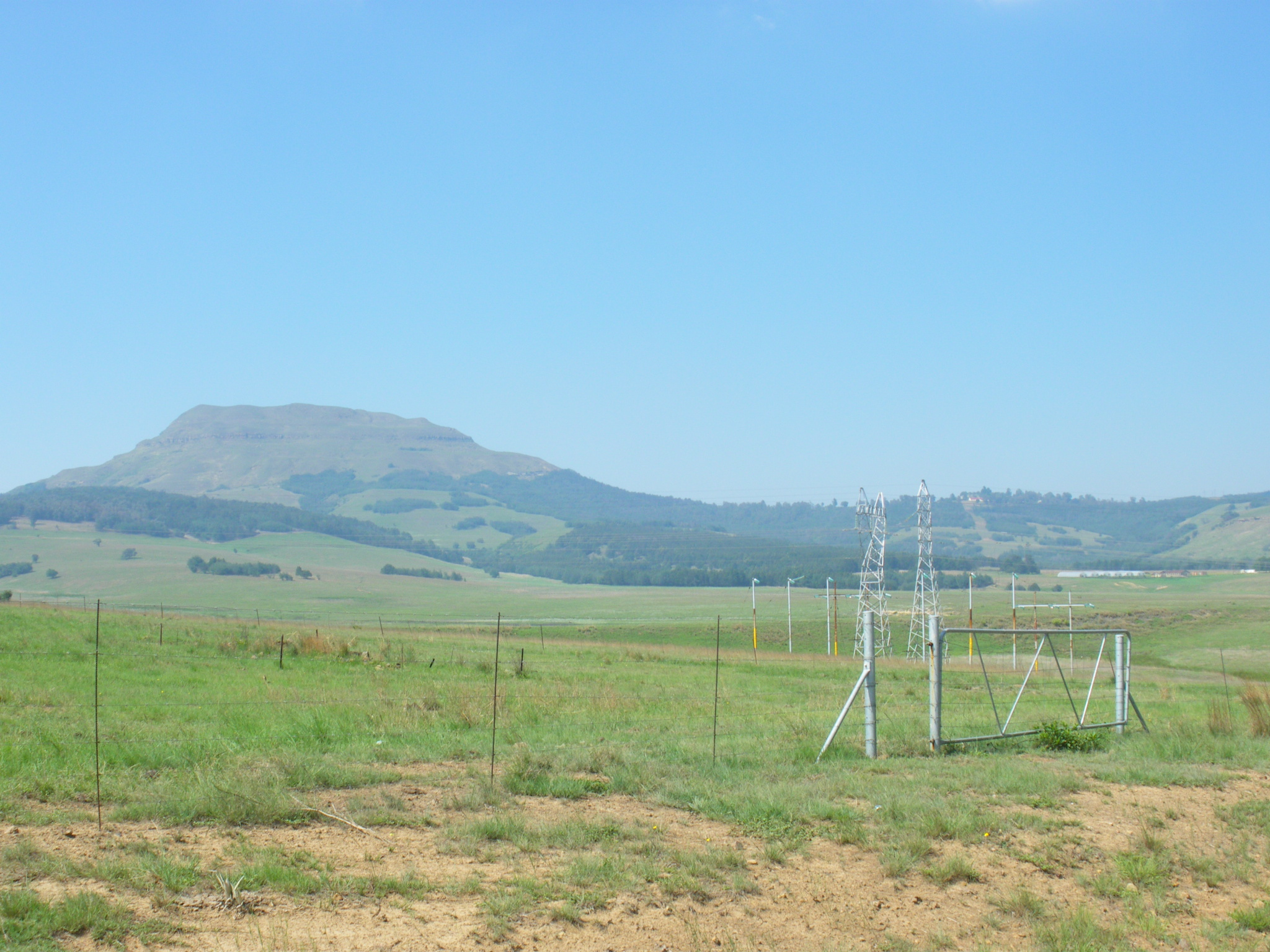
Le site de la bataille de Majuba Hill, vu depuis la N11 à proximité de Laing's Nek, frontière entre les provinces du Mpumalanga et le KwaZulu-Natal

La N11 est une des Routes nationales d'Afrique du Sud. La N11 commence au Grobler's Bridge à la frontière avec le Botswana jusqu'à la connexion avec la Route nationale N3 à proximité de Ladysmith au KwaZulu-Natal.

## Route
La N11 pénètre en Afrique du Sud à partir de Grobler's Bridge dans la province du Limpopo, puis passe par Potgietersrus/Mokopane (où la N11 croise la N1) et entre au Mpumalanga aux environs de Marble Hall. Au Mpumalanga, la N11 rejoint la N17 à Ermelo et la N2. Depuis Ermelo, elle gagne le KwaZulu-Natal par Volksrust puis le col de Laing's Nek, lieu principal de bataille de la Première Guerre des Boers. La section de 100 km entre Ermelo et Volksrust est souvent considérée comme l'une des pires routes d'Afrique du Sud, avec de nombreux nids-de-poule pour un trafic qui atteint près de 1.000 camions par jour. Au KwaZulu-Natal, la route rejoint Newcastle et se termine aux environs de Ladysmith en rejoignant la N3.